# Национални военноморски сили на Уругвай
Националните военноморски сили на Уругвай (на испански: Armada Nacional del Uruguay) са един от видовете въоръжени сили на страната. Те наброяват 670 офицера и 4978 души персонал от редовия и сержантски състав.
Задачата на военноморските сили на Уругвай е защитата на конституционния ред и законите на страната, териториалната цялост и бреговата охрана на републиката, защитата на честта, независимостта и мира в държавата.

## Организация
Военноморските сили на Уругвай организационно имат в своя състав следните оперативни командвания, учреждения и управления:
Главно командване на ВМС (Comando General de la Armada)
- Главен щаб на ВМС (Estado Mayor General de la Armada)[6]
- Командване на ВМФ (Comando de la Flota)[7]
  - Военноморски флот (Fuerzas de Mar)[8]
  - Командване на Корпуса на морската пехота (Comando de Cuerpo de Fusileros Navales)[9]
  - Военноморска авиация (Aviacion Naval)[10]
- Главно военноморско материално управление (Dirección General de Material Naval)[11]
- Главно военноморско кадрово управление (Dirección General de Personal Naval)[12]
- Национална военноморска префектура (Prefectura Nacional Naval)[13]

## Бази
- ВМБ Монтевидео, (главна, щаб на ВМС)

## Префикс на корабите и съдовете
Корабите и съдовете на ВМС на Уругвай имат префикса ROU (на испански: República Oriental del Uruguay – Източна република Уругвай).